# Haderslev
Haderslev (niem. Hadersleben) – miasto w Danii, siedziba gminy Haderslev w regionie Dania Południowa; ośrodek przemysłowy.

## Historia
W czasie II wojny światowej miasteczko obsadzały oddziały III batalionu (4 kompania uzbrojona w 10 lkm, 5 ciężka kompania z 4 ckm i 2 średnimi moździerzami), pułkowa kompania ppanc. uzbrojona w 4 działka 37 mm i 4 działka 20 mm oraz 1 bateria 8 Batalionu Artylerii z działami polowymi 75 mm. Ogółem liczyły one ok. 400 ludzi. 9 kwietnia 1940 roku, o godz. 4:15 zarządzono alarm bojowy. Oddziały zajęły pozycje obronne w południowej części miasteczka, blokując 2 drogi prowadzące na północ. Artyleria rozłożyła się natomiast na północnym przedmieściu. Jeden pluton z 4 kompanii skierowano do zabezpieczenia transportu, zaś ok. 30 żołnierzy pełniło wartę przy koszarach. Około godz. 7:30 pojawiła się niemiecka kolumna zmotoryzowana poprzedzana przez czołgi. Otworzyły do nich ogień działka ppanc. 5 kompanii, trafiając czołowe czołgi. Reszta wozów pancernych odpowiedziała strzałami, rozbijając jedno duńskie działko, przy którym zginęło 2 Duńczyków, a 3 zostało rannych. Dalszy ogień prowadziły kolejne działka i karabiny maszynowe. O godz. 8 nadeszła wiadomość o ogłoszeniu zawieszenia broni, w związku z czym dowódca garnizonu, płk A. Hartz, podpisał kapitulację swoich sił. Niemcy oczyścili drogi, ale kiedy zbliżali się do koszar, doszło jeszcze do krótkotrwałej wymiany ognia. Walki zakończyły się ostatecznie o godz. 8:15. Straty duńskie powiększyły się o 2 zabitych i 2 rannych.

## Miasta partnerskie
- Wittenberga, Niemcy
- Varberg, Szwecja
- Sandefjord, Norwegia
- Uusikaupunki, Finlandia
- Braine, Francja
- Rybnik, Polska

Miasto leży na trasie Europejskiego Szlaku Gotyku Ceglanego.